# Knud Preben Liisberg Hauerslev
Knud Preben Liisberg Hauerslev (ur. 29 września 1905 w Korsør, zm. 1 września 2000 w Kopenhadze) – duński dentysta i mykolog.

## Życiorys
Był synem Valdemara Sørensena Hauersleva i Ellen Kathrine Liisberg. Hauerslev dorastał w Korsør, gdzie jego ojciec był prawnikiem i dyrektorem banku oszczędnościowego. Matka zajmowała się domem i wykonywaniem wszelkiego rodzaju robótek ręcznych, które Hauerslev od niej otrzymał i używał przez całe swoje życie.
W roku 1923 ukończył szkołę średnią Sorø Akademi w Sorø. Po szkole średniej wstąpił do Szkoły Stomatologicznej w Kopenhadze (Tandlægehøjskolen) i został dentystą w wieku zaledwie 23 lat. Najpierw podjął praktykę w Szwajcarii, a gdy zrezygnował z niej w 1932 roku, kontynuował swą praktykę w Axelborg w Kopenhadze do ukończenia 70 roku życia. W szkole średniej w Sorø Akademi zainteresował się przyrodą. Po latach zainteresowania pająkami, Hauerslev odwiedził w jeden z ostatnich dni września 1951 roku Wystawę Stowarzyszenia Grzybiarzy w ogrodach Stowarzyszenia Haveselskabet (Det Kongelige Danske Haveselskab) we Frederiksbergu. Hauerslev był tak nią zafascynowany, że natychmiast dołączył do Stowarzyszenia Grzybiarzy.
W Stowarzyszeniu szybko związał się z M.P. Christiansenem i J.E. Bregnhøj Larsen. Wszyscy trzej mieli szczególne upodobanie do tak zwanych grzybów resupinowatych. Nad tymi gatunkami pracował zwłaszcza M.P. Christiansen a Hauerslev i Bregnhøj Larsen pomogli mu w gromadzeniu i opisywaniu poszczególnych taksonów, w wyniku czego do opracowania Danish Resupinate Fungi I + II (1959, 1960), Hauerslev dostarczył część kolekcji i jest współautorem jednego z nowych gatunków.
Szacunek Hauersleva dla Christiansena był tak wielki, że poświęcił mu swój pierwszy nowy gatunek Christiansenia pallida Hauerslev 1969 (dziś to wg Index Fungorum Syzygospora pallida (Hauerslev) Ginns 1986), który był także nowym rodzajem. Przez następne 30 lat regularnie publikował nowe gatunki grzybów (nowe dla Europy, nowe dla Azji i nowe dla Danii). Oprócz rodzaju Christiansenia Hauerslev 1969 opisał trzy inne nowe rodzaje: Melzericium Hauerslev 1975, Renatobasidium Hauerslev 1993 i Sebacinella Hauerslev 1977 (obecnie wg Index Fungorum rodzaj ten nazywa się Oliveonia Donk 1958), 45 nowych gatunków, sześć nowych kombinacji i cztery nowe formy. Swoje badania mikroskopowe opisał tworząc tysiące rysunków duńskich grzybów i udostępnił je w Nordic Macromycetes vol. 2.
Jego badania grzybów resupinowatych i współpraca z Johnem Erikssonem przyczyniły się do opracowania The Corticiaceae of North Europe. Wiele gatunków w tej pracy uwzględniono na podstawie jego odkryć, które on udostępniał Johnowi Erikssonowi i Leifowi Ryvardenowi. W uznaniu wielkiego wkładu w poszerzanie wiedzy o tej grupie grzybów, Hauerslev został członkiem honorowym Göteborgs Svampklubb (Klubu Grzybiarzy w Göteborgu).
Przeprowadzone przez niego badania rodzaju Peniophora pozwoliły mu odkryć równolegle z zagranicznymi mykologami, że grzyby należące do rodziny trzęsakowate (Tremellaceae) są pasożytami innych grzybów.
Knud Preben Liisberg Hauerslev nigdy nie założył rodziny, swoje życie poświęcił pracy zawodowej i badaniom naukowym.

## Upamiętnienie
Jego osiągnięcia w dziedzinie mykologii zostały docenione przez innych mykologów. Jeden rodzaj i cztery gatunki zostały nazwane jego imieniem, co rzadko ma miejsce w przypadku żyjącego mykologa: Hauerslevia P. Roberts 1998 (z gatunkiem Sebacina pulverulenta Hauerslev 1977 wg Index Fungorum dziś to Hauerslevia pulverulenta (Hauerslev) P. Roberts 1998), Hymenochaete hauerslevii J.C. Léger 1981, Sistotremella hauerslevii Hjortstam 1984, Vararia hauerslevii Boidin 1989 i Hyphodontiella hauerslevii K.H. Larsson & Hjortstam 1995. Zbiory grzybów, obejmujące ok. 8000 rekordów, jego bogata kolekcja charakterystycznych odbitek i tysiące rysunków są teraz przechowywane w Muzeum Botanicznym w Kopenhadze.
W dzielnicy Kopenhagi Frederiksberg znajduje się College Soranernes Hus, za którego budowę odpowiedzialny był Soransk Samfund, którego członkiem był Hauerslev. Na najwyższym piętrze tego budynku znajduje się Hauerslevsalen, która służy jako sala bankietowa dla mieszkańców domu i członków Soransk Samfund. Nazwa tej sali nawiązuje do jednego z głównych fundatorów koledżu, czyli właśnie Hauersleva. Zdążył jeszcze za życia wmurować kamień węgielny.

## Prace (chronologicznie)
- 1956. Om fund af Judasøre (Hirneola auricula-judae (L.) Berk.) i Korsør og nærmeste omegn – Friesia 5: 266-270.
- 1969. Thanatephorus cucumeris (Frank) Donk fundet på Impatiens noli-tangere og Urtica dioica i Danmark – Friesia 9: 40-42.
- 1969. Christiansenia pallida gen. nov., sp. nov. A new parasitic homobasidiomycete from Denmark – Friesia 9: 43-45.
- 1975. New or rare resupinate fungi – Friesia 10: 315-322.
- 1977. New and rare Tremellaceae on record from Denmark – Friesia 11: 94-115.
- 1979. New or rare resupinate fungi from Denmark – Friesia 11: 272-280.
- 1979. Three new or rare resupinate fungi from Denmark – Friesia 11: 281-286.
- 1986. Three new tremellaceous fungi from Denmark – Windahlia 16: 47-48.
- 1987. New species and notes on resupinate fungi – Friesia 11: 329-336.
- 1989. Two new tremellaceous fungi from Denmark – Opera Bot. 100: 113-114.
- 1993. New tremellaceous fungi from Denmark – Mycotaxon 49: 217-233.
- 1993. The genus Myxarium (Tremellales) in Denmark – Mycotaxon 49: 235-256.
- Hallgrimsson, H. & K. Hauerslev 1995. Lignicolous Jelly Fungi and Aphyllophorales in Iceland – Acta Bot. Isl. 12: 35-52.
- 1999. New and rare species of heterobasidiomycetes – Mycotaxon 72: 465-486.

Źródło: Henning Knudsen, Nekrolog. Knud Preben Liisberg Hauerslev.